# Elpistiker
Elpistiker (etwa „die Hoffnungsfrohen“, von griechisch: ἐλπίς, elpís ‚Hoffnung‘ und zugleich die Personifikation der Hoffnung) nannte Plutarch (ca. 45–125 n. Chr.) die Philosophen, die erklärten, dass die Hoffnung der einzige oder wirksamste Halt des Lebens sei, welches ohne das Hoffen unerträglich sei. Da Plutarch den Begriff nur einmal beiläufig benutzt, bleibt unklar, ob es sich um eine Gruppe oder Sekte oder um eine nur von ihm gewählte Bezeichnung handelt, die lediglich seine philosophische Meinung ausdrückt. Daher gab der Begriff Anlass zu Spekulationen, die insbesondere von Gotthold Ephraim Lessing in einem Papier, das sich im Nachlass fand, überprüft wurden. 

## Zuordnung
Einige Autoren hielten die Elpistiker für Stoiker, andere für Vertreter des Kynismus oder für Anhänger des Pythagoras, für die die Hoffnung der letzte Zweck der Philosophie sei. Der Philosophiehistoriker Christoph August Heumann äußerte als erster die Vermutung, es habe sich um frühe Christen gehandelt, da sie von anderen Philosophen ihrer Zeit nie genannt und also nicht als ihresgleichen anerkannt wurden und den Römern zu diesen Zeiten die Unsterblichkeit der Seele als Hirngespinst erschienen sei. Andere Autoren weisen darauf hin, dass Petrus als „Apostel der Hoffnung“ bezeichnet wurde, und kennzeichnen seine Theologie als „elpistisch“.
Lessing entgegnet darauf, dass Plutarch den ängstlichen Glauben an einen strafenden Gott für Aberglauben hielt, so auch den jüdischen; warum sollte er den christlichen für eine Philosophie gehalten haben? Johann Friedrich Stiebritz vermutete, dass mit den Elpistikern jüdische Prediger gemeint waren, die die Hoffnung auf Erlösung predigten. Darauf erwidert Lessing, dass die Juden des 1. Jahrhunderts noch (später nicht mehr) die irdische Wiederkunft des Messias als Herrscher und die Glückseligkeit im Diesseits, nicht im Jenseits erwarteten. Allenfalls käme die Lehre des Menandros von der Unsterblichkeit in Frage, die seinen rechtgläubigen Gegnern jedoch häretisch erschien. 
Der Theologe und Philosophiehistoriker Johann Jakob Brucker vertrat demgegenüber die These, es habe sich bei den Elpistikern um Stoiker gehandelt. Lessing weist jedoch darauf hin, dass die Stoa lehrte, dass die Seele zwar von langer Dauer sei, aber mit der Welt untergehen werde. Auch sonst würde das Prinzip der Hoffnung nicht zur stoischen Apathie passen. Beide Autoren – Heumann wie Brucker – würden ohne weiteren Beleg annehmen, dass mit Hoffnung die auf ein künftiges Leben gemeint sei. Der Lexikograf Christian Gottlieb Jöcher zählte die Elpistiker zu den Kynikern, was Lessing ebenfalls bestreitet; am ehesten kämen noch die Epikureer in Frage wegen ihrer Geringschätzung des Todes, der Annahme der Nichtexistenz einer Vorsehung und der daraus folgenden Hoffnung auf den Zufall. 
Letztlich hält Lessing die Elpistiker jedoch nicht für Philosophen, sondern für Wahrsager und „Pseudomanten“; denn elpís, so wie es Aristoteles benutzt, heiße auch Erwartung (des Zukünftigen). Das Thema war für Lessing bedeutsam im Rahmen der Auseinandersetzung mit der lutherischen Orthodoxie über die Frage, ob die frühen Christen an die Auferstehung und die Gottessohnschaft Jesu sowie ein ewiges Leben der Seele glaubten (sog. Fragmentenstreit).
Möglicherweise hoffen Elpistiker aber auch nur auf die Wahrheit ihrer philosophischen Aussagen oder den nicht-schädigenden Charakter ihrer Handlungen, da sich auch Philosophen irren können. So interpretiert Don Adams die Position des Sokrates, eines Vorgängers des Kynismus, der davon überzeugt war, niemand vorsätzlich getäuscht zu haben, als im elpistischen Sinne tugendhaft. Ein elpistischer Tugendbegriff wäre einem dogmatischen Begriff der Tugend entgegenzusetzen, dessen Vertreter behaupten, mit Sicherheit zu wissen, dass sie niemanden getäuscht oder geschadet haben. Auch Kants Frage „Was darf ich hoffen?“ wird als elpistisch bezeichnet.

## Moderne Begriffsverwendung
Der Begriff „elpistisch“ wird auch für den „Hoffnungswert“ von Theorien verwendet, die z. B. die Existenz von Elementarteilchen oder anderen hypothetischen Objekten vorhersagen, welche bisher nicht gefunden wurden.